# 무카르나스

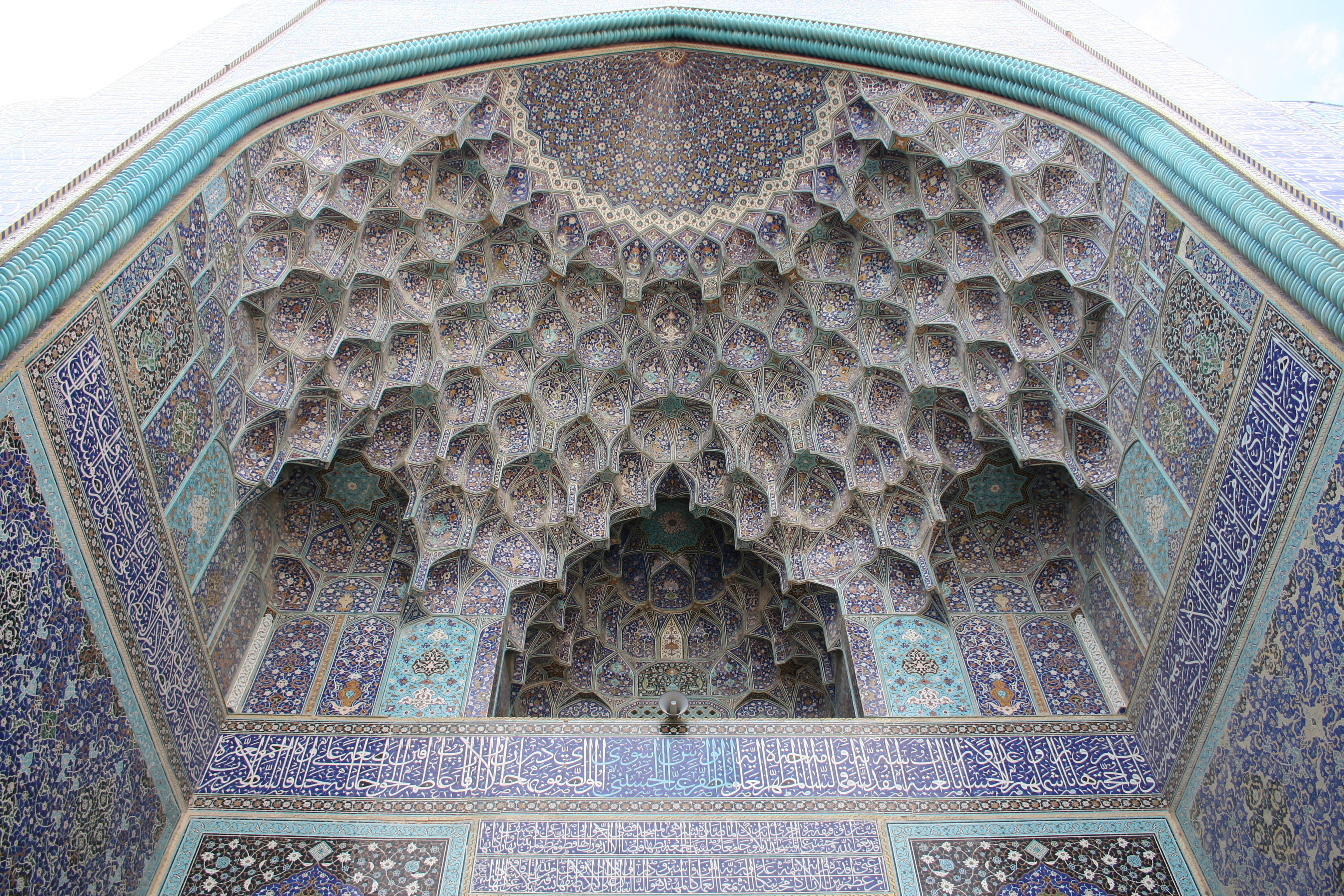
샤 모스크의 무카르나스

무카르나스(아랍어: مقرنص)는 이슬람 건축에서 쓰이는 건축 장식의 일종이다.
이슬람 건축에서 장식된 둥근 천장의 한 형태이다. 그것은 이슬람 건축의 원형으로, 토속적인 이슬람 건물에 통합되어 있다. 11세기 이라크에서 처음 개발되었을 가능성이 가장 높지만, 가장 초기에 보존된 예는 이 지역 밖에서도 발견된다.
이 둥근 천장 구조는 건물의 주요 부분을 구별할 수 있는 기능을 제공하고 방의 벽에서 돔형 천장으로 전환하는 역할을 한다.
무카르나스 건축은 돔, 하프 돔 입구 등에 등장한다. 무카르나스의 두 가지 주요 유형은 일련의 아래쪽 삼각형 돌출부로 구성된 북아프리카/중동 스타일과 세그먼트의 연결 계층으로 구성된 이란 스타일이다.